# Скинтея (комуна, Ясси)
Скинтея (рум. Scânteia) — комуна у повіті Ясси в Румунії. До складу комуни входять такі села (дані про населення за 2002 рік):
- Бодешть (408 осіб)
- Борошешть (943 особи)
- Лунка-Ратеш (383 особи)
- Редіу (259 осіб)
- Скинтея (1669 осіб) — адміністративний центр комуни
- Туфештій-де-Сус (310 осіб)
- Чокирлешть (270 осіб)

Комуна розташована на відстані 299 км на північ від Бухареста, 26 км на південь від Ясс.

## Населення
За даними перепису населення 2002 року у комуні проживали 4242 особи. Усі жителі комуни рідною мовою назвали румунську.
Національний склад населення комуни:
| Національність | Кількість осіб | Відсоток |
| -------------- | -------------- | -------- |
| румуни         | 4241           | > 99,9%  |
| угорці         | 1              | < 0,1%   |

Склад населення комуни за віросповіданням:
| Релігія            | Кількість осіб | Відсоток |
| ------------------ | -------------- | -------- |
| православні        | 3828           | 90,2%    |
| бретрени           | 184            | 4,3%     |
| баптисти           | 176            | 4,1%     |
| адвентисти         | 41             | 1,0%     |
| п'ятдесятники      | 7              | 0,2%     |
| римо-католики      | 4              | 0,1%     |
| не релігійні       | 1              | < 0,1%   |
| не вказали релігію | 1              | < 0,1%   |

## Зовнішні посилання
- Дані про комуну Скинтея на сайті Ghidul Primăriilor